# Raúl Latorre
Raúl Luis Latorre Martínez (Asunción, 8 de enero de 1983) es un médico y político paraguayo, miembro del Partido Colorado. Desde 2018 se desempeña como diputado. En 2023, fue elegido presidente de la Cámara de Diputados del Paraguay, cargo para el cual fue reelecto en 2024 y 2025.

## Biografía
Nació el 8 de enero de 1983 en Asunción, Paraguay. Latorre es médico cirujano, especializado en otorrinolaringología y cirugía de cabeza y cuello. Proviene de una familia con tradición en el ámbito de la medicina y la política; tanto sus padres como su abuelo ejercieron la medicina, y este último también fue diputado nacional y docente universitario.
Inició su carrera política como miembro del movimiento Honor Colorado, liderado por el expresidente Horacio Cartes, y representante del cartismo. Fue electo diputado nacional en las elecciones generales de 2018, representando a la Capital. En las elecciones de 2023 fue reelecto para el periodo 2023–2028.
El 30 de junio de 2023 fue elegido presidente de la Cámara de Diputados de Paraguay. Posteriormente fue reelecto para el mismo cargo en 2024 y 2025. En su elección de 2025, obtuvo 74 votos a favor, dos en contra, tres en blanco y una ausencia, contando con el respaldo de su partido y de sectores de la oposición.

## Actividad legislativa
Durante su labor parlamentaria, Latorre ha integrado diversas comisiones asesoras y especiales. En el periodo 2022-2023, presidió la Comisión de Justicia, Trabajo y Previsión Social, así como la Comisión Bicameral de Reordenamiento de la Estructura del Estado. También ha sido miembro de las comisiones de Salud Pública, Derechos Humanos y Relaciones Exteriores.

## Posiciones políticas

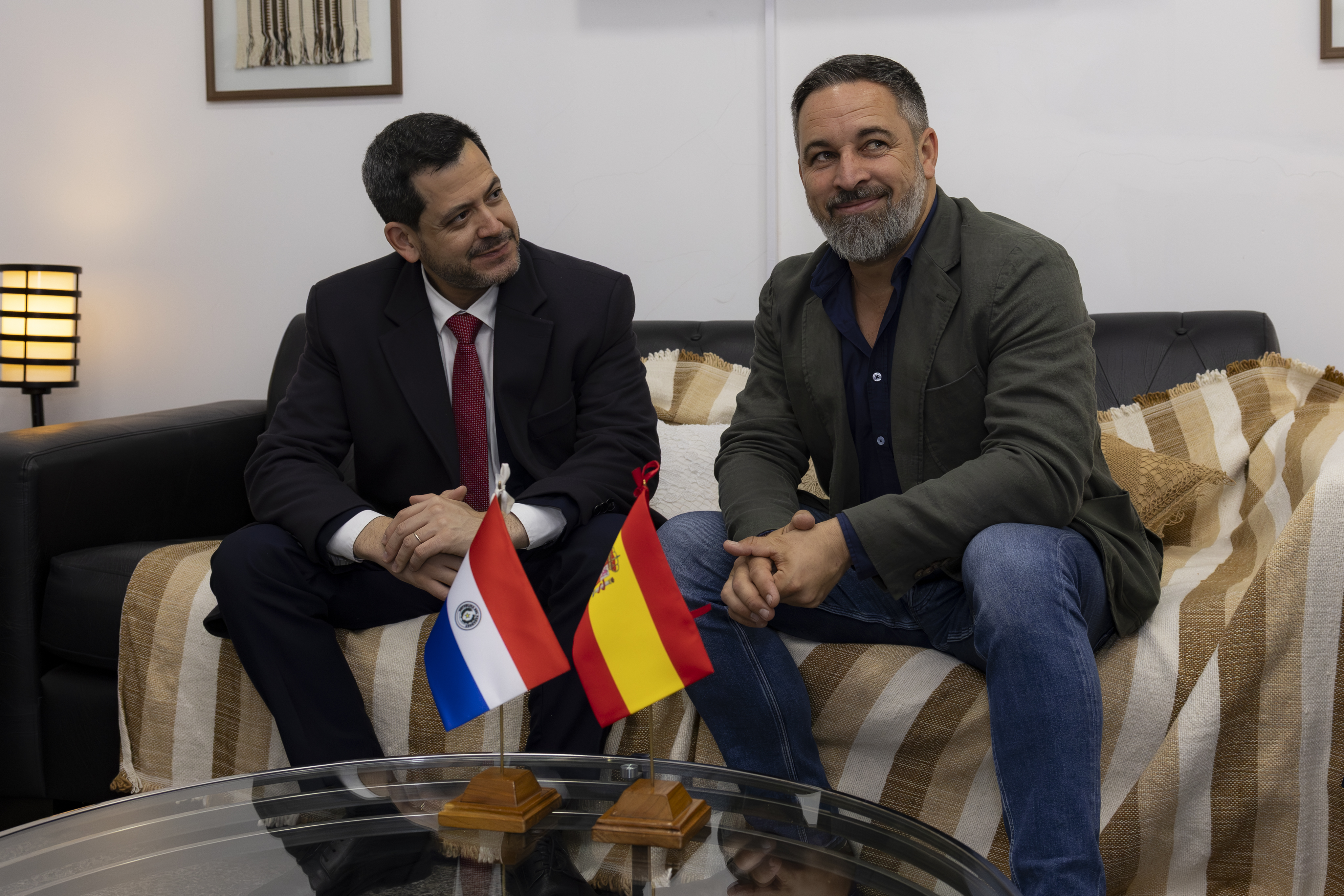
Latorre con Santiago Abascal, en junio de 2025.

Latorre ha expresado su compromiso con la libertad de expresión y la institucionalidad democrática. En su discurso tras ser reelecto en 2025 como presidente de la Cámara de Diputados, afirmó que su elección lo compromete a «seguir buscando con mayor énfasis que nunca los consensos» dentro del Poder Legislativo y a «seguir protegiendo la libertad de expresión como un derecho humano fundamental y como un pilar de la democracia».

## Vida personal
Es hijo de Raúl Latorre y Emilia Martínez, ambos médicos otorrinolaringólogos. Su abuelo, Carlos Raúl Latorre, también fue médico y diputado nacional. Ha manifestado que su familia le inculcó valores relacionados con el servicio a la nación y la importancia de disfrutar de la vida.